# John Pelu
John Pelu (Ouagadougou, 2 febbraio 1982) è un allenatore di calcio ed ex calciatore svedese, di ruolo attaccante.

## Carriera

### Club
Pelu iniziò la sua carriera professionistica con la maglia dell'Helsingborg. Il 19 agosto 2001 debuttò nella Allsvenskan, subentrando a Bjørn Johansen nella vittoria per uno a zero sull'Häcken. Il 27 ottobre segnò la prima e unica rete con questa maglia in campionato, sancendo il definitivo tre a zero sul Göteborg.
Nel 2005, passò all'Öster, per cui esordì nella massima divisione il 10 aprile 2006 nella sconfitta casalinga per quattro a zero contro l'AIK.
Nello stesso anno, si trasferì al Kongsvinger, nella Adeccoligaen. Debuttò l'8 giugno 2006, sostituendo Paul Otiène Olausson nella sconfitta interna per uno a zero contro il Sarpsborg. Il 10 settembre arrivò la prima rete per il nuovo club, nel successo per uno a zero in casa del Manglerud Star.
Nel 2008 passò al Rosenborg. Giocò il primo incontro per il club il 21 febbraio, in un match valido per la Coppa UEFA 2007-2008: sostituì infatti Yssouf Koné nella sconfitta per due a uno contro la Fiorentina. Il 12 maggio arrivarono le prime reti per la nuova squadra, seppure in una partita dell'edizione stagionale della Coppa di Norvegia: siglò infatti una doppietta ai danni del Tynset, in un match vinto per undici a zero. Il 16 maggio giocò la prima partita nella Tippeligaen, subentrando a Marek Sapara nel successo per quattro a zero sul Lillestrøm. Il 5 ottobre segnò il primo gol nella massima divisione norvegese, nel successo per due a uno in casa del Lyn Oslo.
A marzo 2009 sostenne un provino con gli Houston Dynamo, squadra statunitense alla ricerca di un sostituto di Nate Jaqua. Si trasferì invece all'Haugesund, in prestito nella Adeccoligaen. Giocò il primo incontro con la nuova maglia il 5 aprile 2009, subentrando a Nikola Đurđić nel pareggio per due a due contro il Tromsdalen (in cui Pelu segnò una rete). Nello stesso anno, il trasferimento divenne definitivo. A fine stagione, la squadra centrò la promozione nella Tippeligaen e Pelu rimase in squadra, ma rimase svincolato al termine del campionato 2010.
Giocò poi per gli azeri del Muğan e del Rəvan Baku.
Il 13 agosto 2012, tornò in Norvegia per militare nello Strindheim in 3. divisjon, ovvero il quarto livello nazionale. Il 12 marzo 2014, diventò allenatore dello stesso Strindheim, continuando nel frattempo a giocare sia per la prima che per la seconda squadra del club. Nel febbraio 2017 rinnovò il proprio contratto di altri due anni. Il 20 dicembre 2019 la società ha comunicato con un post su Twitter un ulteriore rinnovo al contratto di Pelu.